# Batalla de Tettenhall

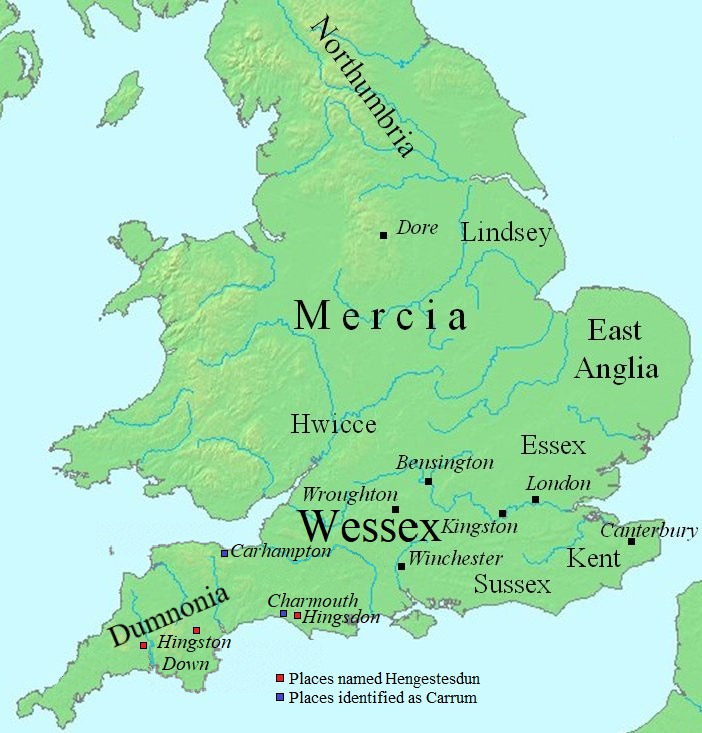
Mapa de localització.

La batalla de Tattenhall, també anomenada batalla de Wednesfield o Wōdnesfeld, va ser un enfrontament armat entre les forces aliades dels regnes de Mèrcia i Wessex contra els vikings de Northúmbria. Va tenir lloc a prop de Tattenhal el 5 d'agost del 910 i aconseguir establir el riu Humber com a frontera entre els anglosaxons i els invasors del nord.

## Context històric
Després d'un seguit d'incursions sobre l'illa de Gran Bretanya, un grup de vikings, havien establert un país propi (Danelaw) dins el regne de Northúmbria, al nord-oest de l'illa. El següent objectiu ra ampliar el seu domini cap al sud, en territori del regne de Wessex. Els atacs dels vikings cap al centre de l'illa havien topat amb la resistència de l'exèrcit d'Alfred el Gran, fins al punt que el seu successor, Eduard el Vell estava en condicions d'enviar ofensives cap ells. Eduard es va aliar amb la gent de Mèrcia, governada per la seva germana Æthelflæd, i junts van formar un gran exèrcit anglosaxó. Aquests havien fet una reeixida campanya de cinc setmanes en territori de Lindsey el 909, i van aconseguir recuperar les relíquies de sant Osvald de Northúmbria.

## Batalla
Els vikings cercaven venjar la seva derrota a Lindsey. El 910, els reis de Danelaw van muntar una flota per transportar el seu exèrcit pel riu Severn, i introduir-se en Mèrcia. Al seu pas van saquejar les poblacions que trobaven i van aplegar un valuós botí però ràpidament van recular per no ser capturats en territori enemic. Tanmateix un exèrcit anglosaxó estava preparat i els va enxampar a Wednesfield, a prop de Tettenhall, i segons la Crònica anglosaxona els vikings van ser derrotats i van patir nombroses baixes, entre ells alguns reis van trobar la mort.
No es coneixen gaires detalls sobre les maniobres exactes durant la batalla, però sembla obvi que els aliats van sorprendre els invasors. Segons la Crònica anglosaxona milers de vikings van morir, sembla que en part perquè se'ls va impedir una retirada.

## Conseqüències
La batalla va ser la victòria contra el grup més nombrós de vikings en l'illa, els quals a partir de llavors ja no van travessar el riu Humber vers el sud, que va quedar com a frontera. Amb els vikings de Danelaw subjugats, les forces de Wessex i Mèrcia es van poder centrar en aquells que s'havien establert més al sud. Per altra banda, els petits regnes anglosaxons van comprovar l'efectivitat d'unir les seves forces i no van tardar en unir-se per formar un sol regne.